# Ramón Echegaray
Ramón Teodoro Echegaray Acua (* 1. April 1935) ist ein ehemaliger venezolanischer Radrennfahrer.

## Sportliche Laufbahn
Echegaray war im Bahnradsport aktiv und Teilnehmer der Olympischen Sommerspiele 1952 in Helsinki. Der Bahnvierer aus Venezuela wurde mit Luis Toro, Danilo Heredia, Andoni Ituarte und Ramón Echegaray in der Mannschaftsverfolgung auf dem 20. Platz klassiert.
Über sein weiteres Leben und seine sportlichen Erfolge ist nichts bekannt.